# Rio Pit
O rio Pit (ou rio Pitt, em inglês:  Pit River) é o maior responsável pela vazão da bacia hidrográfica do nordeste da Califórnia, Estados Unidos, no Vale Central daquele estado.

## História
O rio River foi cenário de várias campanhas militares realizadas contra as tribos indígenas locais na década de 1850, conhecidas como "Expedições do rio Pitt".
É de se notar que o Pit é um dos três únicos rios que cortam a Cordilheira das Cascatas. Os outros dois são o Klamath e o Colúmbia.